# 富岡盛彦
富岡 盛彦（とみおか もりひこ、1892年〈明治25年〉1月3日- 1974年〈昭和49年〉9月9日）は、日本の神職。富岡八幡宮宮司（第18代）、神社本庁事務総長、日本を守る会代表委員を務めた。

## 略歴
福岡県築上郡八津田村東八田（現・築上町）生まれ。旧小倉藩士で、八津田村村長の澤渡敬吉の二男。福岡県立中学校で学び、1914年（大正3年）皇典講究所に入り國學院大學高等師範科国語科を卒業し皇典講究所五等の学正を授けられる。1916年（大正5年）、京都予修学校教諭となり、1917年（大正6年）、官幣小社・住吉神社の禰宜となる。1919年（大正8年）、シベリア出兵の戦功により瑞宝章を賜った。1922年（大正11年）、国幣中社・鶴岡八幡宮の主典となり、1924年（大正13年）、国幣小社・砥鹿神社宮司を命じられ愛知県皇典検定常任委員に補せら住吉神社 (福岡市)|れた。
神道家川面凡児の推薦で富岡八幡宮宮司の富岡宣永の娘の好子と結婚し、婿養子となった。1927年（昭和2年）35歳で札幌神社（現・北海道神宮）の宮司に就任。1932年40歳で鹿島神宮宮司となる。
戦後は神社本庁と茨城県神社庁の設立に奔走した。
1949年、義父の富岡宣永が死去。同年、富岡八幡宮第18代宮司となる。
1958年、反共国民戦線を標榜する右翼団体「新日本協議会」が岸信介、安岡正篤、安倍源基らによって設立される。富岡は創成期から運動に関与し、1968年には新日本協議会東京都連の結成に加わり、続いて江東支部をつくった。
1959年から1962年まで神社本庁事務総長を務め、神道復興に力を入れた。國學院大学理事長に就任。氏神、産土神の神学的研究により哲学博士、文学博士の学位を受ける。
1973年、富岡と臨済宗円覚寺派管長の朝比奈宗源は伊勢神宮の宿舎で同宿した際、「保守系の宗教団体が集結し愛国運動を起こす」という着想を得た。明治神宮宮司の伊達巽から、協力についての快諾の回答が得られたあと、富岡と朝比奈は初めに、渋谷区神宮前にあった生長の家本部を訪ねた。随行した富岡八幡宮権宮司の澤渡盛房によれば、谷口雅春は「協力を惜しまないどころか、生長の家の活動そのものの目指すところはそこにある」と述べたという。団体設立に向けた動きはここから具体化した。
1974年4月2日、明治記念館において「日本を守る会」が設立され、富岡は代表委員に名を連ねた。同団体の結成は保守系宗教団体運動の合同化の先駆けだとされる。
同年9月9日に死去。82歳没。同14日、次男の富岡興永（第19代宮司）が葬儀の喪主を務めた。墓所は多磨霊園。

## 家族
- 養祖父：富岡有永[9][注 1]。周徹ともいう[18]。第16代宮司。
- 養父：富岡宣永（1870年 - 1949年）[9]。第17代宮司。
- 妻：好子（1897年 - ?）。中村高等女学校卒業

。
- 長女：美枝（1923年[19] - ）。佐原高等女学校卒業[19]。
- 長男：邦臣（1926年[19] - ?）。早稲田大学卒業[19]。1946年10月15日、富岡八幡宮禰宜を務めていた際に、宮司を務めていた祖父・宣永と共に、浅沼稲次郎宛の社務所書簡の作成者となる[21]。若年の内に境内地にて自殺[22]。
- 次男：興永（1928年 - 2012年）。出生名は宰一郎[19][注 2]。國學院大学卒業、電通に勤務[19]。第19代宮司。
- 二女：昌子（1931年[19] - ）。東京家政学院卒業[19]。歯科医の妻となる[20]。
- 孫：長子（1959年 - 2017年）。第21代宮司。富岡茂永によって殺害された[23]。
- 孫：茂永（1961年 - 2017年）。第20代宮司。長子を刺殺後、自殺した[23]。
- 孫：小林千歳（1968年10月29日 - ）[20][24]。和洋女子大学短期大学部卒業[20]後、電通勤務[20]。2018年より富岡八幡宮の責任役員を務める[25]。

## 著書
- 『聖戦と天佑神助』富岡盛彦・編、官幣大社鹿島神宮社務所・出版、1943年（昭和18年）[26]